# Benjamin Oliver Davis, Jr.
 (mars 2019).
Si vous disposez d'ouvrages ou d'articles de référence ou si vous connaissez des sites web de qualité traitant du thème abordé ici, merci de compléter l'article en donnant les références utiles à sa vérifiabilité et en les liant à la section « Notes et références ».
Benjamin Oliver Davis, né le 18 décembre 1912 à Washington DC et mort le 4 juillet 2002 dans la même ville, est un général de l'United States Air Force, commandant pendant la Seconde Guerre mondiale des Tuskegee Airmen.
En 1932, Oscar Stanton De Priest nomme Benjamin O. Davis, Jr. à l'Académie militaire de West Point, à une époque où le seul officier afro-américain de l'armée est Benjamin O. Davis, Sr., le père de ce dernier. Benjamin O. Davis, Sr., Brigadier General de l'armée de terre américaine, est le premier afro-américain à être promu général dans les forces armées des États-Unis.
Durant la guerre, Davis Jr. commande le 332nd Fighter Group (en), qui escortait des bombardiers en mission au-dessus de l'Europe. Il réalise lui-même 60 missions de combat en P-39, Curtiss P-40, P-47 et P-51 Mustang.
Davis devint le premier général afro-américain de l'US Air Force le 27 octobre 1954. Le Président Bill Clinton le décore des quatre étoiles en 1998.
En 1955, il définit le principe de la ligne médiane du détroit de Taïwan afin de réduire le risque d'une nouvelle crise inter-détroit, après la récente crise de 1954-1955.